# Brisbin
Brisbin és una població dels Estats Units a l'estat de Pennsilvània. Segons el cens del 2000 tenia 413 habitants.

## Demografia
Segons el cens del 2000, Brisbin tenia 413 habitants, 166 habitatges, i 124 famílies. La densitat de població era de 253,1 habitants per quilòmetre quadrat.
Dels 166 habitatges en un 34,3% hi vivien nens de menys de 18 anys, en un 60,2% hi vivien parelles casades, en un 12% dones solteres, i en un 24,7% no eren unitats familiars. En el 22,3% dels habitatges hi vivien persones soles el 10,2% de les quals corresponia a persones de 65 anys o més que vivien soles. El nombre mitjà de persones vivint en cada habitatge era de 2,49 i el nombre mitjà de persones que vivien en cada família era de 2,91.
Per edats la població es repartia de la següent manera: un 23,5% tenia menys de 18 anys, un 5,3% entre 18 i 24, un 31,2% entre 25 i 44, un 24,5% de 45 a 60 i un 15,5% 65 anys o més.
L'edat mediana era de 38 anys. Per cada 100 dones de 18 o més anys hi havia 81,6 homes.
La renda mediana per habitatge era de 30.250 $ i la renda mediana per família de 35.875 $. Els homes tenien una renda mediana de 28.750 $ mentre que les dones 21.250 $. La renda per capita de la població era de 13.805 $. Entorn del 16% de les famílies i el 18,8% de la població estaven per davall del llindar de pobresa.

## Poblacions més properes
El següent diagrama mostra les poblacions més properes.